# Jean Noailles
Jean Noailles, francoski general in kartograf, * 1739, † 1824.
1. 1 2  RKDartists
2. 1 2  SNAC — 2010.
3. ↑  Annuaire prosopographique : la France savante — 2009.